# Festuca schlickumii
Festuca schlickumii är en gräsart som beskrevs av Grantzow. Festuca schlickumii ingår i släktet svinglar, och familjen gräs. Inga underarter finns listade i Catalogue of Life.